# Lena Irvall
Lena Bosdotter Irvall, född 27 juni 1948 i Värmland, är en svensk målare och textilkonstnär. Hon är dotter till konstnären Bo Irvall. 
Irvall studerade först vid en folkhögskola med estetisk inriktning, sen ett år på Nyckelviksskolan på Lidingö och Konstfacks textillinje i Stockholm 1970-1975 och har sedan dess varit verksam som konstnär. Hon har ställt ut separat på bland annat Konsthantverkshuset i Göteborg, Värmlands konsthantverkare i Karlstad, Nationalgalleriet i Stockholm, Konstfrämjandet i Karlstad, Panncentralen i Mariestad, Frölunda kulturhus i Göteborg och Galleri Majnabbe i Göteborg. Hon har medverkat i samlingsutställningar med Täcklebo broderiakademi i Bottna, Sölvesborg konsthall, Blekingar Ronneby kulturcentrum, Sydosten på Kalmar konstmuseum, Värmlands konstförening på Värmlands museum, Konstfrämjandet i Karlstad och Konstrundan i Karlstad.
Bland hennes offentliga arbeten märks utsmyckning på glas för Lundby förskola i Göteborg, gobelänger till andaktsrum på Huddinge sjukhus, gobeläng till Kronofogdemyndigheten i Huddinge samt tapetmönster förlaget DURO.
Hon har tilldelats Ateljéstipendium Grez-sur-Loing Frankrike, BUS stipendium, Göteborgs kulturstipendium, Konstnärsnämnden arbetsstipendium och Symposium i Finland genom Finnish painters union 2008
Hennes konst består av måleri och collage ofta i kombination, lekfulla saker som mobiler och gjutna gipsbilder samt små handgjorda konstböcker. Vid sidan av konstnärskapet har hon varit ledare inom den skapande verksamheten i Frölunda kulturhus samt arbetat för Kulturskolan i Karlstad med barn mellan 6 och 11 år. 